# إدوارد دوفي
إدوارد دوفي (بالإنجليزية: Edward Duffy)‏ هو منافس ألعاب قوى جنوب أفريقي، ولد في 6 يونيو 1883، وتوفي في 19 أكتوبر 1918.

## وصلات خارجية
- إدوارد دوفي على موقع أوليمبيديا (الإنجليزية)